# Bartramia henoni
Bartramia henoni är en bladmossart som beskrevs av Jean Étienne Duby 1877. Bartramia henoni ingår i släktet äppelmossor, klassen egentliga bladmossor, divisionen bladmossor och riket växter. Inga underarter finns listade i Catalogue of Life.